# 中里介山
中里 介山（なかざと かいざん、男性、1885年（明治18年）4月4日 - 1944年（昭和19年）4月28日）は、日本の小説家。本名：中里 弥之助。
甥に、ロシア・ソビエト文学者の中里迪弥（なかざとみちや）。

## 略歴

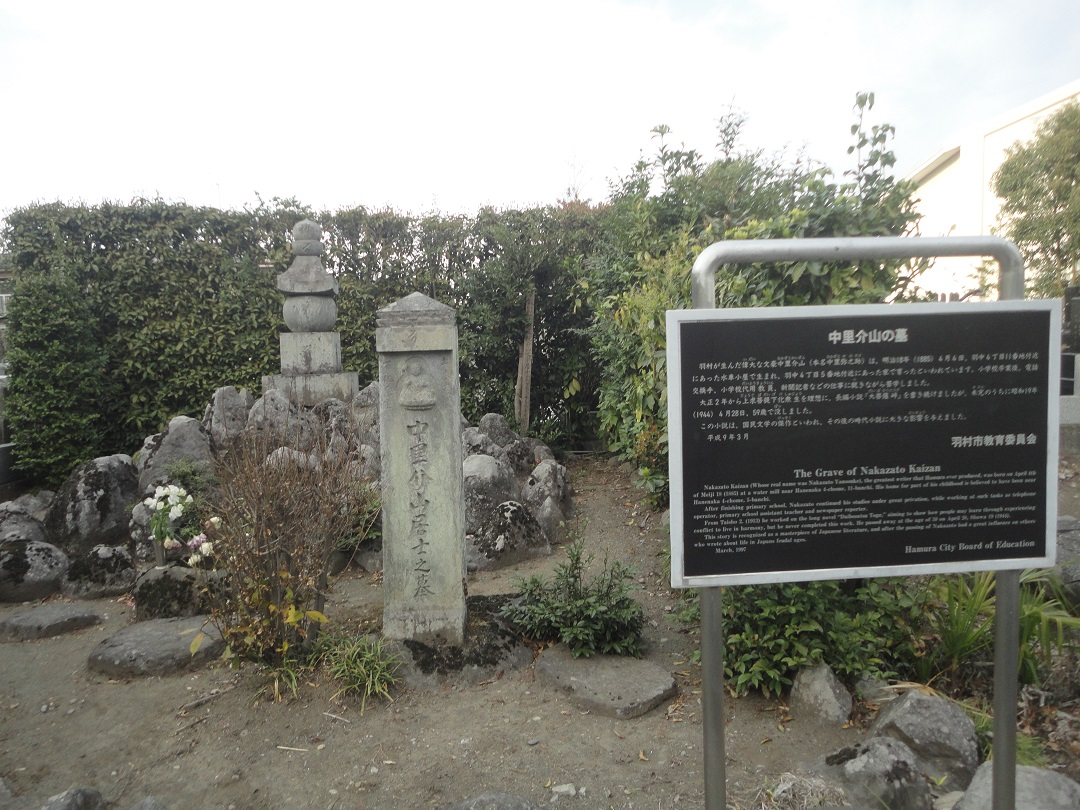
中里介山の墓

東京都西多摩郡羽村（現在の東京都羽村市）に精米業者の次男として生まれる。玉川上水の取水堰にほど近い多摩川畔の水車小屋で生まれたと伝えられる。生家は自由民権運動で三多摩壮士と呼ばれた人びとの根拠地で、民権運動の気風が色濃く残る土地であった。
長兄は早世しており、少年時代に農家であったが、父の代で離農したため土地を失い、不遇の時代を過ごした。1898年（明治31年）西多摩尋常高等小学校を卒業後に上京し、日本橋浪花電話交換局での電話交換手や母校の代用教員の職に就き、一家を支えた。この時期に松村介石に傾倒し、号の「介山」も松村にあやかるものだという。
『平家物語』などの日本古典に親しむ一方で、ユゴーらの外国小説も好んだという。また、キリスト教や社会主義に接近し、幸徳秋水や堺利彦、内村鑑三、山口孤剣らの社会主義者と親交を結び、「平民新聞」へ寄稿する。
一方、週刊『平民新聞』の懸賞小説に応募して佳作入選となった「何の罪」が同紙に掲載され、以降、詩や小説を同紙に発表する。週刊『平民新聞』の後継紙である『直言』では編集同人となった。また、山口孤剣や白柳秀湖らと火鞭会を結成する。このころからトルストイの影響を受け、また内村鑑三の柏木教会へも通い始める。
田川大吉郎の推挙で1906年（明治39年）に『都新聞』に入社、次々と小説を発表し、1909年（明治42年）には都新聞にはじめての連載小説「氷の花」を発表。後に社会主義からは離別しているが、幸徳らが処刑された「大逆事件（幸徳事件）」は、介山の交友関係者のなかからも多数の逮捕者・刑死者を出し、介山の精神にも深い影を落とした。「大逆事件」の影響は、『都新聞』の連載小説「高野の義人」と「島原城」にみられ、さらに長編『大菩薩峠』に及んでいると指摘されている。
1913年（大正2年）9月12日に「都新聞」で小説『大菩薩峠』の執筆を開始、1921年（大正10年）10月まで連載する。『都新聞』での連載以後は書き下ろしとして1918年（大正7年）に自費出版、1921年（大正10年）に木村毅から春秋社社主神田豊穂を紹介され同社から出版、菊池寛や国柱会の田中智學の推薦で有名になる。
『大菩薩峠』の連載を終えた後は私塾や図書館経営、出版業などをするものの、1927年（昭和2年）11月1日に東京日日新聞社と春秋社ので共催、『大菩薩峠』続編掲載披露宴が東京會舘で開れた。これ以降、『大菩薩峠』の執筆を再開し、『大阪毎日新聞』、『東京日日新聞』、『隣人之友』、『国民新聞』、『讀賣新聞』と連載誌（紙）を替えつつ1941年（昭和16年）まで書き継がれ、未完に終わったものの代表作となった。
一方、雑誌『改造』で連載していた小説『夢殿』は、1927年（昭和2年）9月号の内容がタブーに触れたため、尊厳冒涜を理由に雑誌自体が発売禁止処分を受け、当該箇所の削除が行われた。
1929年（昭和4年）、実業家・藤田勇の紹介で上京間もない合気道創始者・植芝盛平の道場（東京芝高輪町）に入門、見慣れぬ武技を熱心に観察したという。1933年（昭和8年）には古文書から武術に関する逸話などを網羅した『日本武術神妙記』を著す。1936年の総選挙では無所属で東京7区（当時）から出馬するも、最下位で落選する。
戦時中に、文芸家協会が日本文学報国会に再編されたときに、入会を拒否したことでも知られている。
1944年（昭和19年）4月22日、腸チフスのため阿伎留病院に入院し、28日に死去。5月18日に大菩薩記念館において葬儀が挙行された。享年59。法名は、修成院文宗介山居士。墓は生まれ故郷である羽村市の禅林寺にある。
中里介山の資料は出生地である羽村市郷土博物館と大菩薩峠近くの甲州市の地元のNPO運営の資料館の二つが展示されている。

### 生活信条
青年時代から独身を貫く決心をしていた。27歳の時勤務先の都新聞社で独身会を結成し機関誌「独身」を発行している。好男子であったので女性には大変もてたというが終生妻は娶らなかった。評論家北嶋広敏によれば幼少のころ味わった家庭の暗さがトラウマになっているからという。介山の言「女遊びは構わない、それは魂を傷つけぬから。恋はいけない、魂を傷つけるから」。
晩年まで簡素でストイックな生活を貫いた。『大菩薩峠』がベストセラーになって得た印税は事業につぎ込み、本人は菜食を中心とする粗食で、住まいは六畳間一間しかなかった。

## 著作
- 『中里介山全集』、中里介山全集刊行会。
- 『中里介山全集』全20巻、筑摩書房、1970年－1972年。
- 『大菩薩峠』1913年－1941年

## 映像化作品
- 大菩薩峠　第一篇　甲源一刀流の巻 (1935年、日活）
- 大菩薩峠　第二篇　鈴鹿山の巻　壬生と島原の巻 (1936年、日活）
- 大菩薩峠（甲源一刀流の巻・第二部・第三部）（1953年、東映）
- 大菩薩峠（第一部・第二部・完結編）（1957〜1959年、東映）
- 『大菩薩峠』 (1960年、大映)
- 『大菩薩峠 竜神の巻』(1960年、大映)
- 『大菩薩峠 完結篇』 (1961年、大映)
- 大菩薩峠（1966年、東宝）